# ヨーロッパオオカミ
ヨーロッパオオカミ（学名 : Canis lupus lupus）とはユーラシア大陸に広く分布するオオカミである。

## 分布
シベリア、中央アジア、ヨーロッパ、モンゴル、中国北部、北東部、北西部、南西部に分布する。
中国、黒龍江省、内モンゴル、チベット、新疆、西ヨーロッパにも分布している。

## 体格
体長76cm以上、地域によって異なるが体重約69～80kg
メスはオスより２割程度体格が小さい。
体毛は、白色，浅黄色，柿色，灰色、黒色で混合した色で頬にあたりまでその色をしている。

## 食性
山岳地帯に棲息するオオカミは、ヘラジカ、アカシカ、ノロジカ、シャモア、イノシシ、ウマ、シカ、トナカイ、アルガリ、ムフロン、ヨーロッパバイソン、サイガ、アイベックス、野生のヤギ、ダマジカ、ジャコウジカを食べる。また、家畜や小動物も食べる。
東ヨーロッパでは、家畜やゴミを漁って食べている集団のオオカミもいる。

## 歴史
北ヨーロッパでは、中世から1800年代後半までオオカミの駆除がされた。
イギリスでは法律によって強制的に迫害され最後のオオカミは、ヘンリー7世が統治中であった16世紀初頭に殺害された。
スコットランドでは、オオカミは広大な焼失した森林で長く生存でき、1684年までサザランドとブレーマーで生き残った。
アイルランドでは1786年に最後のオオカミが殺された。
スウェーデンでは1647年に家畜の餌にするためにヘラジカとトナカイの絶滅後に、導入された。
ハイイロオオカミは、1772年にデンマークで絶滅した。ノルウェーの最後のオオカミの種は、20世紀フィンランドで間引きされた1973年に殺害された
1950年代に、オオカミを迫害することをやめたことからヨーロッパオオカミの個体数の回復が始まった。
2005年、スウェーデンとノルウェーでのオオカミの総数は11の繁殖ペアがあり、少なくとも100頭以上は棲息していると推定されていた。
その後、スウェーデンではEUの保護法に助けられてオオカミの個体数が増加。2010年以来、政府は狩猟免許を持つハンターに対し、割り当て制でオオカミの捕獲を認めている。2024年時点の推定生息数375頭であり、政府は住民や家畜への被害が懸念されるとして30頭の駆除を認めている。

## 現状
数十年前に濫獲されたために、アジア、ヨーロッパでは棲息数が大幅に減少している。
| 場所                     | 棲息数      | 増減 |
| ------------------------ | ----------- | ---- |
| 黒竜江省                 | 500         | 不明 |
| 内モンゴル自治区         | 2000        | 不明 |
| 新疆                     | 10000       | 不明 |
| フランス                 | 80から100   | 増加 |
| ドイツ                   | 35          | 増加 |
| ノルウェー               | 15から20    | 増加 |
| スウェーデン             | 70から80    | 不明 |
| フィンランド             | 100         | 増加 |
| ポーランド               | 700から800  | 増加 |
| エストニア               | 200         | 不明 |
| リトアニア               | 600         | 増加 |
| ラトビア                 | 900         | 安定 |
| ベラルーシ               | 2000 - 2500 | 増加 |
| ウクライナ               | 2000        | 安定 |
| チェコ                   | 20          | 安定 |
| スロバキア               | 350から400  | 不明 |
| スロベニア               | 70から100   | 増加 |
| クロアチア               | 100から150  | 増加 |
| ボスニア・ヘルツェゴビナ | 400         | 減少 |
| セルビア・モンテネグロ   | 500         | 不明 |
| ハンガリー               | 100         | 不明 |
| ルーマニア               | 2500        | 増加 |
| ブルガリア               | 800 - 1000  | 減少 |
| ギリシャ                 | 200から300  | 不明 |
| マケドニア               | 1000        | 増加 |
| アルバニア               | 250         | 増加 |
| ロシア                   | 3万         | 増加 |
| モンゴル                 | 1～2万      | 不明 |
| カザフスタン             | 3万         | 減少 |
| ウズベキスタン           | 2000        | 不明 |
| トルクメニスタン         | 1000        | 不明 |
| キルギスタン             | 4000        | 不明 |
| タジキスタン             | 3000        | 不明 |